# Roca del Corb (Sentmenat)
La Roca del Corb és una muntanya de 537 metres que es troba al municipi de Sentmenat, a la comarca del Vallès Occidental.